# Convention pour l'amélioration du sort des blessés et malades dans les armées en campagne
La Convention pour l'amélioration du sort des blessés et malades dans les armées en campagne, composée de 39 articles en français, est adoptée le 27 juillet 1929 à la fin de la conférence diplomatique de Genève de 1929 qui se déroule du 27 juillet au 1er août de cette année. Le même jour est également adoptée la Convention de Genève du 27 juillet 1929 relative au traitement des prisonniers de guerre.

## Description
Troisième convention pour régler la question des combattants blessés et malades, elle a été précédée par les Conventions de Genève de 1864 et 1906. Trois changements ont été apportés lors de la Convention de 1929 pour couvrir des domaines qui, pendant la Première Guerre mondiale, ont été jugés insuffisants dans la Convention de 1906:
1. Les dispositions concernant le rapatriement des prisonniers gravement blessés et grands malades ont été transférées à la Convention sur les prisonniers de guerre.
2. Les avions en missions médicales reçoivent une protection similaire à celle des navires-hôpitaux.
3. En plus de la Croix-Rouge, les emblèmes du Croissant-Rouge et du Red Lion and Sun (en) sont reconnus.

La Convention de 1929 est remplacée le 12 août 1949 par la première Convention de Genève.